# Miss World 2002
| Data:                | 7 grudnia 2002            |
| Kraj:                | Wielka Brytania           |
| Miasto:              | Londyn                    |
| Gala finałowa:       | Alexandra Palace          |
| Liczba uczestniczek: | 88                        |
| Zwyciężczyni:        | Azra Akin, Turcja         |
| Poprzedniczka:       | Agbani Darego, Nigeria    |
| Następczyni:         | Rosanna Davison, Irlandia |
| -------------------- | ------------------------- |

Miss World 2002 – był to 52. konkurs Miss World. Odbył się 7 grudnia 2002 r. w Alexandra Palace w Londynie. Gala finałowa początkowo planowana była w Abudży, stolicy Nigerii, ale ostatecznie została przeniesiona do Londynu. Konkurs poprowadzili Sean Kanan i Claire Elizabeth Smith.
88 kobiet z całego świata walczyło o koronę i tytuł Miss World 2002, kilka uczestniczek zbojkotowało konkurs w proteście przeciwko wyrokowi śmierci (ukamienowanie), który ustanowił sąd islamskiego Szariatu dla Aminy Lawal, nigeryjskiej kobiety oskarżonej o cudzołóstwo. Po raz pierwszy widzowie wysyłając sms-y pomogli jury wybrać półfinałową 20. Tytuł i koronę Miss World otrzymała pierwszy raz w historii konkursu reprezentantka Turcji – Azra Akin.

## Wyniki

### Miejsca
| Wyniki finału   | Uczestniczka/Uczestniczki |
| --------------- | --- |
| Miss World 2002 | - Turcja – Azra Akin |
| 1. wicemiss     | - Kolumbia – Natalia Peralta |
| 2. wicemiss     | - Peru – Marina Mora |
| 3. wicemiss     | - Norwegia – Kathrine Sørland |
| 4. wicemiss     | - Chiny – Wu Yingna |
| Finalistki      | - Australia – Nicole Rita Gazal - Filipiny – Katherine Anne Manalo - Nigeria – Chinenye Ochuba - Stany Zjednoczone – Rebekah Revels - Wenezuela – Goizeder Azúa |
| Półfinalistki   | - Aruba – Rachelle Oduber - Bośnia i Hercegowina – Daniela Vinš - Curaçao – Ayanette Statia - Holandia – Elise Boulogne - Indie – Shruti Sharma - Jugosławia – Ana Šargić - Portoryko – Cassandra Polo - Rosja – Anna Tatarintseva - Wietnam – Phạm Thị Mai Phương - Włochy – Suzanne Zuber |

UWAGA - Strona oficjalna konkursu przyznała Norwegii tytuł 3. wicemiss i Chinom 4. wicemiss, ale podczas transmisji telewizyjnej zostały przyznane tytuły Miss World 2002 i jej wicemiss

### Kontynentalne Królowe Piękności
| Kontynent      | Uczestniczka                 |
| -------------- | ---------------------------- |
| Afryka         | - Nigeria – Chinenye Ochuba  |
| Ameryki        | - Kolumbia – Natalia Peralta |
| Azja i Oceania | - Chiny – Wu Yingna          |
| Europa         | - Turcja – Azra Akin         |
| Karaiby        | - Aruba – Rachelle Oduber    |

### Nagrody specjalne
| Nagroda                       | Uczestniczka                         |
| ----------------------------- | ------------------------------------ |
| Najlepszy projektant sukienki | - Turcja – Azra Akin                 |
| Miss Talentu                  | - Stany Zjednoczone – Rebekah Revels |
| Stypendium Miss World         | - Suazi – Nozipho Shabangu           |

## Uczestniczki
- Albania – Anjeza Maja
- Algieria – Lamia Saoudi
- Anglia – Daniella Luan
- Angola – Rosa Mujinga Muxito
- Antigua i Barbuda – Zara Razzaq
- Argentyna – Tamara Henriksen
- Aruba – Rachelle Oduber
- Australia – Nicole Rita Gazal
- Bahamy – T'Shura Ambrose
- Barbados – Natalie Webb-Howell
- Belize – Karen Russell
- Białoruś – Sylvie Doclot
- Boliwia – Alejandra Montero
- Bośnia i Hercegowina – Daniela Vinš
- Botswana – Lomaswati Dlamini
- Brazylia – Taíza Thomsen
- Bułgaria – Desislava Antoniya Guleva
- Chile – Daniela Casanova
- Chiny – Wu Yingna
- Chorwacja – Nina Slamić
- Curaçao – Ayanette Statia
- Cypr – Angela Droudsioutou
- Czechy – Kateřina Smržová
- Ekwador – Jessica Angulo
- Estonia – Triin Sommer
- Filipiny – Katherine Anne Manalo
- Finlandia – Hanne Hynnynen
- Francja – Caroline Chamorand
- Ghana – Shaida Buari
- Gibraltar – Damaris Hollands
- Grecja – Katerina Georgiadou
- Gujana – Odessa Phillips
- Hiszpania – Lola Alcocer
- Holandia – Elise Boulogne
- Hongkong – Victoria Jane Jolly
- Indie – Shruti Sharma
- Irlandia – Lynda Duffy
- Irlandia Północna – Gayle Williamson
- Izrael – Karol Lowenstein
- Jamajka – Danielle O'Hayon
- Japonia – Yuko Nabeta
- Jugosławia – Ana Šargić
- Kanada – Lyndsey Bennett
- Kazachstan – Olga Sidorenko

- Kenia – Maryanne Kariuki
- Kolumbia – Natalia Peralta
- Liban – Bethany Kehdy
- Litwa – Oksana Semenišina
- Łotwa – Baiba Svarca
- Macedonia Północna – Jasna Spasovska
- Malezja – Mabel Ng
- Malta – Joyce Gatt
- Meksyk – Blanca Zumárraga
- Namibia – Ndapewa Alfons
- Niemcy – Indira Selmic
- Nigeria – Chinenye Ochuba
- Nikaragua – Hazel Calderón
- Norwegia – Kathrine Sørland
- Nowa Zelandia – Rachel Huljich
- Panama – Yoscelin Sánchez
- Peru – Marina Mora
- Polska – Marta Matyjasik
- Portoryko – Cassandra Polo
- Południowa Afryka – Claire Sabbagha
- Rosja – Anna Tatarintseva
- Rumunia – Cleopatra Popescu
- Singapur – Sharon Cintamani
- Słowacja – Eva Verešová
- Słowenia – Nataša Krajnc
- Stany Zjednoczone – Rebekah Revels
- Suazi – Nozipho Shabangu
- Szkocja – Paula Murphy
- Szwecja – Sophia Hedmark
- Tahiti – Rava Maiarii
- Tajlandia – Ticha Leungpairoj
- Tanzania – Angela Damas Mtalima
- Trynidad i Tobago – Janelle Rajnauth
- Turcja – Azra Akin
- Uganda – Rehema Ni Nakuya
- Ukraina – Iryna Udovenko
- Urugwaj – Natalia Figueras
- Walia – Michelle Bush
- Wenezuela – Goizeder Azúa
- Węgry – Renata Rosz
- Wietnam – Phạm Thị Mai Phương
- Włochy – Susanne Zuber
- Wyspy Dziewicze Stanów Zjednoczonych – Hailey Cagan
- Zimbabwe – Linda van Beek

## Notatki dot. krajów uczestniczących

### Debiuty
- Albania
- Algieria
- Wietnam

### Powracające państwa i terytoria
Ostatnio uczestniczące w 1991:
- Belize

Ostatnio uczestniczące w 2000:
- Bahamy
- Curaçao
- Kazachstan
- Litwa

### Państwa i terytoria rezygnujące
- Bangladesz
- Brytyjskie Wyspy Dziewicze
- Dominikana
- Hawaje
- Malawi
- Portugalia
- Saint-Martin

### Bojkot
Bojkotujące państwa i uczestniczki:
- Austria – Celine Roschek
- Dania – Masja Juel
- Islandia – Eyrún Steinsson
- Kostaryka – Shirley Álvarez
- Mauritius – Karen Alexandre
- Sri Lanka – Nilusha Gamage
- Szwajcaria – Nadine Vinzens

Bojkotujące uczestniczki (zastąpione przez krajowych dyrektorów):
- Belgia – Ann Van Elsen
- Niemcy – Katrin Wrobel
- Południowa Afryka – Karen Lourens
- Południowa Afryka – Vanessa Carreira
- Włochy – Pamela Camassa

Bojkotujące uczestniczki (dołączyły w Londynie):
- Hiszpania – Lola Alcocer
- Kanada – Lynsey Ann Bennett
- Panama – Yoscelin Sánchez
- Tahiti – Rava Maiarii

Państwa, które zrezygnowały podczas konkursu:
- Korea Południowa – Chang Yoo-kyoung